# Akhal teke
Az akhal teke Közép-Ázsia legnemesebb és leghíresebb lófajtája, a sztyeppei nomád népeknek, így a korai magyaroknak is a lóállományuk jelentős részét képezte.

## Története

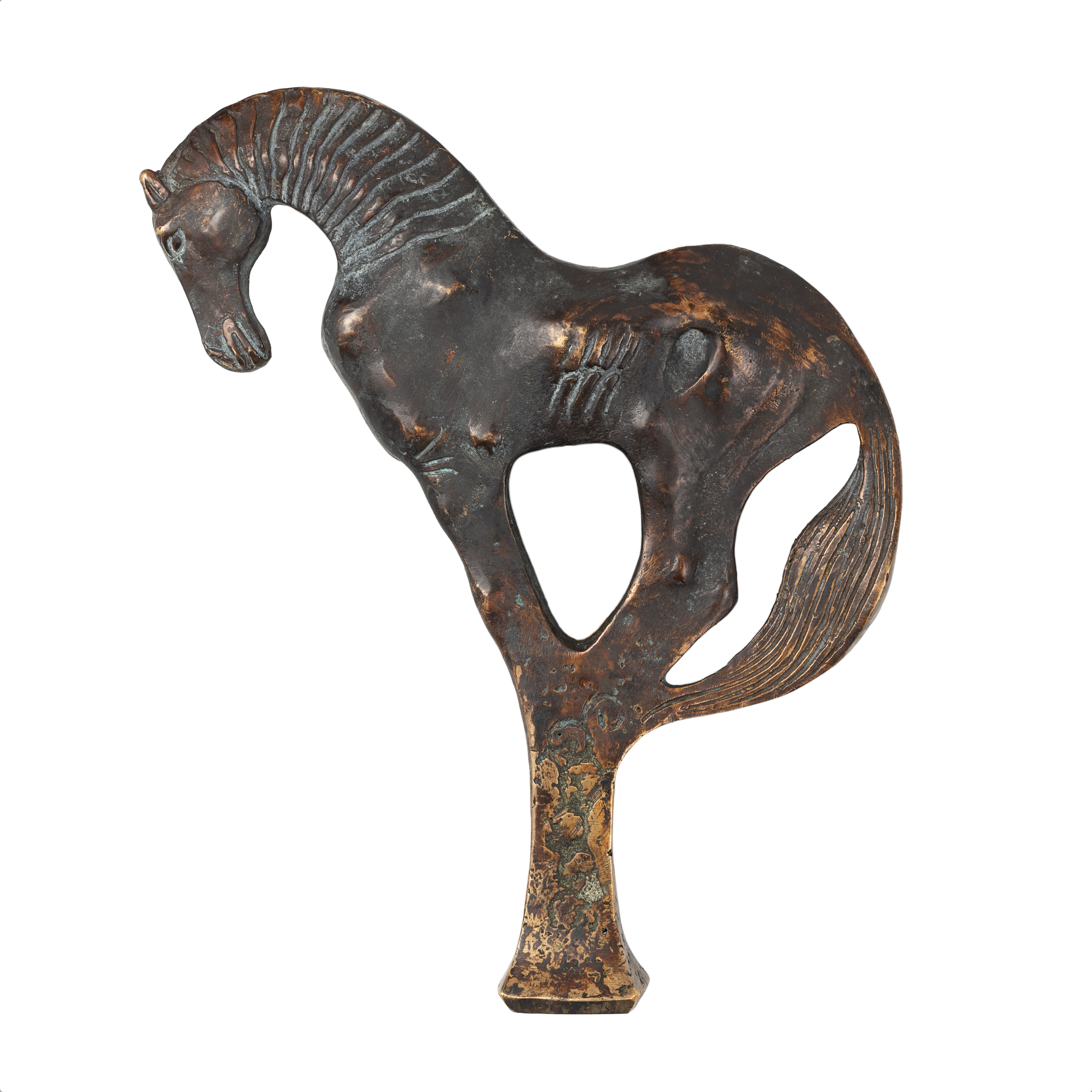
Ókori Akhal-Teke ló, bronz, Kr. E. 4-1 [https://historum.com/threads/heavenly-horses.183892/

Ezeket a lovakat az i.e. 1. századi kínai krónikák is említik azzal, hogy Közép-Ázsiában csodálatos, „vért verejtékező mennyei lovakat” tenyésztenek. Ez a megnevezés onnan ered, hogy a lovaknak nagyon vékony a bőrük és az erek átlátszanak rajta. Megerőltetés során az erek kidagadnak, meg is sérülhetnek és a vér összekeveredhet a valódi izzadsággal, így úgy tűnik, mintha vért izzadna a ló. A hagyomány szerint hét takaróval kellett letakarni a bőrük érzékenysége miatt, és ezt a takarót csak este, vagy versenyek alkalmával vették le. A kínaiak egész hadjáratokat indítottak sikertelenül a "mennyei" lovak megszerzéséért. Nemzetközileg használt nevét a Kopet-dag hegység és a Karakum sivatag közt elterülő Ahal-oázis környékén letelepedett türkmén teke törzsről és tenyészhelyéről, az Ahal-oázisról kapta. Nagy valószínűség szerint az orosz nyelv sajátosságai miatt terjedt el az akhal megnevezés az orosz uralom alatt és terjedt el világszerte. Magyarországon inkább „ahal” néven említik. Igazi türkmén fajta, egyenes leszármazottja az egykori türk lónak. Története közel 3000 éves múltra tekint vissza. Az aşgabat-moszkvai 4300 kilométeres távlovaglás tette világhírűvé. Több olimpiai aranyérmes díjló is volt már a fajtában, mint Absent, Mual, Penteli. Szikár felépítésű, első osztályú mozgása van, egyenletes, sima, ruganyos és minden jármódban nyújtott. A zord ázsiai körülmények között kivételes teljesítőképessége alakult ki. Kifejezetten versenyzés számára alkalmas, hosszú élettartamú hátasló, akár 300 kilométert is képes megtenni 24 óra alatt.

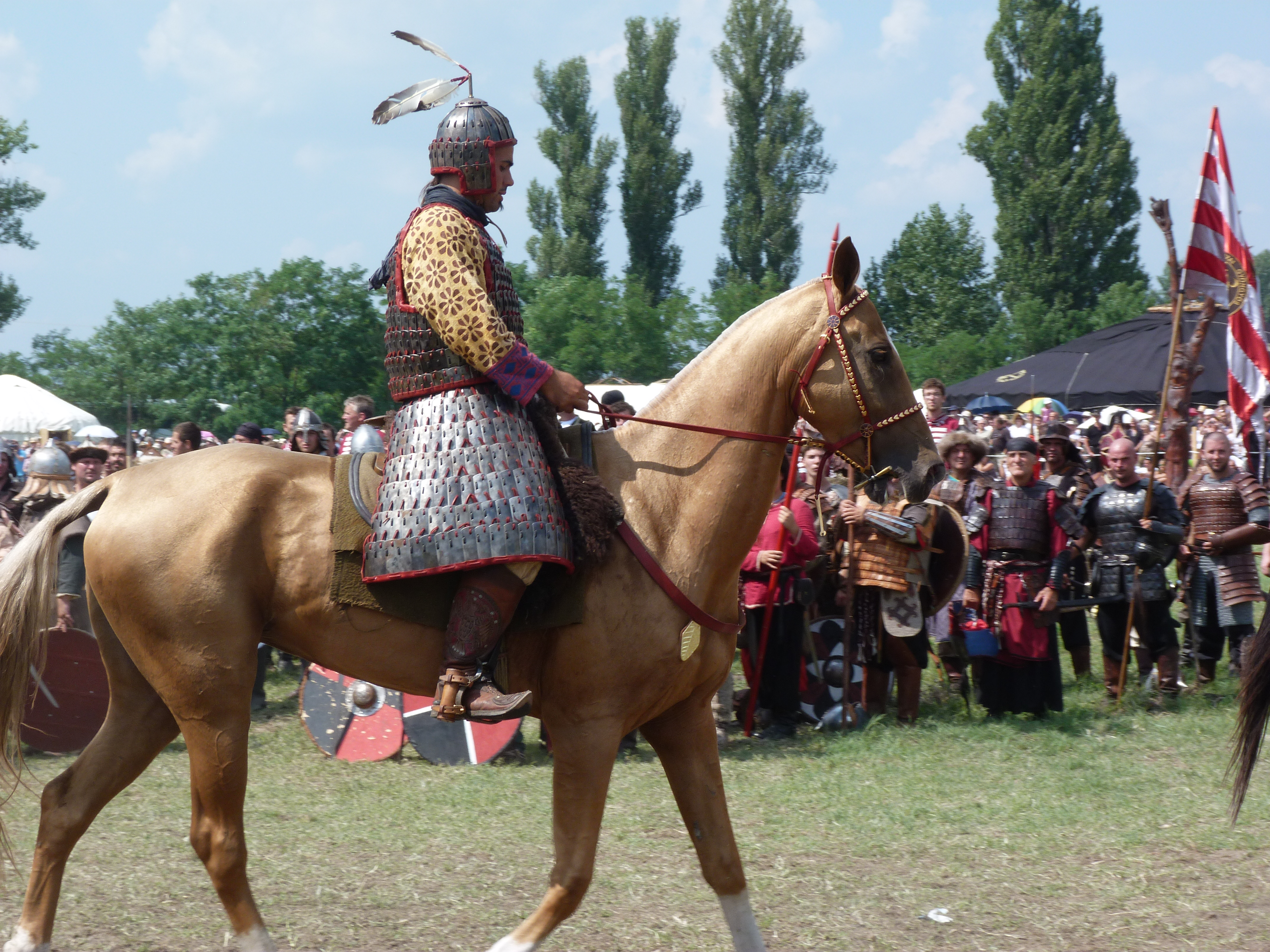
Akhal-Teke a Kurultájon - 2014

## Jellemzői
Az akhal teke általában erős akaratú és élénk, karcsú testű ló. Jellemzői a kicsi fej, a hosszú, egyenes orrhát, a kifejező szem, a széles érzékeny orrlyuk és a hosszú fül. A mar magas, a far gyenge, a farok alacsonyan tűzött. A lábak hosszúak és izmosak. A sörény ritka, az üstök gyakran hiányzik. Tipikus nomád ló, nagy kitartásáról ismert. Néhány országban ma már versenylónak is használják. Általában 6 éves koráig nőhet ez a különleges fajta.
Marmagassága 145–157 cm között van, szőrzete fémes csillogású, rengeteg színváltozata van a szinte kékbe vagy lilába hajló feketétől az almásszürkén át egészen a csodálatos mahagóni pejig.
|  |  |  |

## Hasznosítása
Elsődleges hasznosítása: versenyló, a díjugratásban, díjlovaglásban, militaryben, és a távlovaglásban.

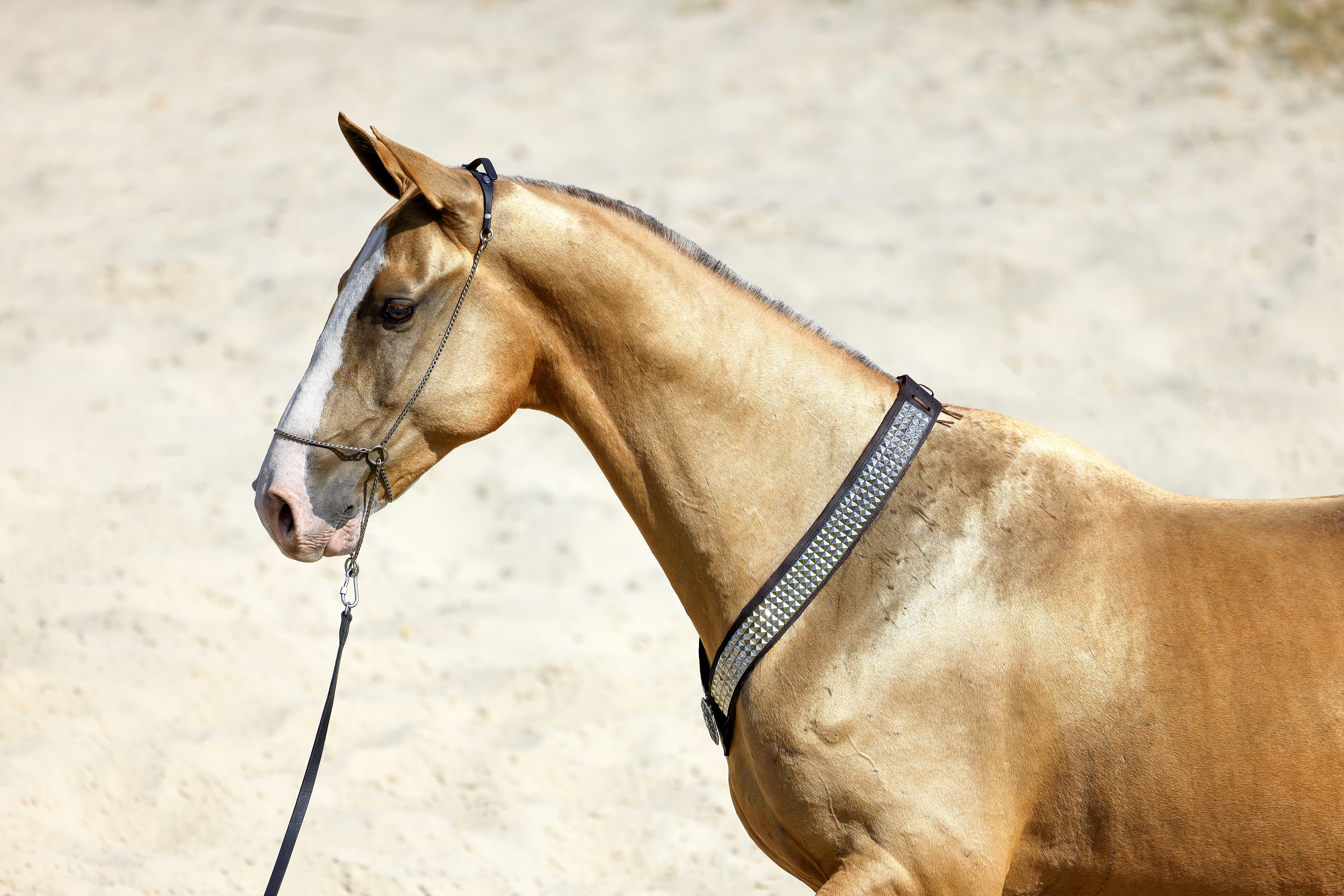

## Tenyésztése
Magyarországon az akhal tekét, többek közt, az ópusztaszeri Cseppentő ménesben tenyésztik. A ménes kialakítása az 1970-es években kezdődött, amikor a Szovjetunióból 3 fedezőmént importáltak hazánkba a türkmén akhal teke ménesből. A három csődörből csupán egy Musztafa nevű került Ópusztaszerre aki kis számú tenyészanyagot szolgáltatott akkor már idős kora végett. De egyik csődör utódja, Musztafa 53 kiemelkedő ugróteljesítménye és jó örökítőkészsége miatt állami fedezőmén lett. A tenyésztés napjainkban is jó eredménnyel és egyre bővülő állománnyal sikeresen működik, az átlagos lólétszám 70 körül van.
Ezen kívül dr Kocs Mihály ménese, Tata-Agostyánban, is rendelkezik 30 körüli létszámú tiszta vérű akhal állománnyal melyből ízelítőt többekközt a Bugacon megrendezett Kurultájon-Ősök napján tekinthetnek meg az érdeklődők évente egyszer.

## Eredményes lovak
- Poligon, hosszú ideig csúcstartó volt kitartásos magasugrásban a volt Szovjetunióban 212 cm-rel.
- Perepel, 1950-ben 8 méter 78 cm-rel távolugró rekordot állított fel.
- Absent, díjlovaglásban 1958-ban Aachenben 2. helyezett lett, az 1960-as római olimpián nagydíjban aranyérmet szerzett, majd 1964-ben, Tokióban bronzérmet nyert. Kétéves korában galoppon is versenyzett. 16 éves koráig sportkipróbálás alatt állt.
- Kambar, a kiváló galoppversenyló 64 versenyéből 63-at megnyert.
- Káplán, 26 versenyéből 16-szor első lett, 1400-4000m-es távokon.
- Magdan, (Karakír) 1952-ben a Közép-Ázsiai Köztársaságok Kazah Bajnokságán, 50 km-es távon második lett, 1 óra 30 perc 51 mp-es eredményével.
- Akbar, Taskentben 10.000 m-en 14 perc 14,8 másodperc eredménnyel győzött.
- Musztafa 53, eredményes díjugró ló volt, valamint szabadonugróban 2 méter felett ugrott. 1935-ben 84 nap alatt 4300 km-t tettek meg vele, Aşgabattól Moszkváig, ebből 360 km sivatagi terep volt.